# Psykogene ikke-epileptiske anfald
Psykogene ikke-epileptiske anfald, mest kendt som PNES (forkortelse for psychogenic non-epileptic seizures), også kaldet non-epileptiske anfaldsfænomener eller psykogene pseudo-epileptiske anfald, er anfald der ligner epileptiske anfald, men uden de elektriske forstyrrelser i hjernen som optræder ved epilepsi.

## Mulige årsager
Der er ikke videnskabelig enighed om årsagen til PNES. Mange læger mener at psykisk belastning ligger til grund. Det anslås at cirka 20% af de patienter der er udredt for epilepsi på specialiserede epilepsiklinikker (som Epilepsihospitalet) har PNES.
Udredning for epilepsi kan ske på neurologisk afdeling med observation eller videooptagelser af patientens kramper i kombination med elektroencefalografi (video-EEG). Under epileptiske anfald kan man måle unormal hjerneaktivitet.
PNES er ofte kategoriseret under konverteringsforstyrrelser, somatoformforstyrrelser og dissociation, og bliver ved hjælp af kognitiv adfærdsterapi og ved samtaler med en psykolog og/eller psykiater behandlet.
PNES kan forekomme hos både børn og voksne, nogle, der har epilepsi eller har haft epilepsi, og nogle der ikke har epilepsi og heller aldrig har haft det. PNES kan ofte variere meget, og anholder generelt længere end epileptiske anfald.
Ifølge Lena Glatveds artikel "PNES – en svær og ukendt lidelse", forekommer PNES oftest hos "patienter med psykiske følgetilstande som lavt selvværd, perfektionisme, stress, angst, problemer med de eksekutive funktioner, Asperger, ADHD og emotionel personlighedsforstyrrelse. Derudover er der flere med forskellige belastende episoder i livsforløbet, f.eks. tidligt omsorgssvigt, mobning i skole og/eller på arbejdsplads, tab af flere nærtstående eller oplevelser af livstruende karakter, som har udviklet sig til PTSD."

## Diagnose
Differentialdiagnosticering af PNES omfatter på den ene side, udelukkelse af epilepsi som årsagen til de anfald, sammen med andre organiske årsager til non-epileptiske anfald, som besvimelse, migræne, Svimmelhed, og slagtilfælde. Dog, 5% til 20% af patienterne med PNES har også epilepsi. Epileptiske anfald i frontallappen kan forveksles med PNES, selvom disse normalt er af kortere varighed, viser stereotype bevægelsesmønstre og opstår også under søvn. Så udelukkes der om der er tale om en simuleret sygdom (en ubevidst somatoformforstyrrelse, hvor der opstår anfald på grund af psykologiske årsager) og simulation (bevidst at simulere anfald for bevidst at opnå personlige fordele, såsom økonomisk kompensation eller unddragelse af strafforfølgning). Endelig bliver andre psykiatriske lidelser, der kan ligne epileptiske anfald meget elimineret, herunder panikangst, skizofreni, og depersonaliseringslidelse.
Den mest overbevisende test for at skelne epilepsi fra PNES er en langsigtet video-EEG-overvågning, med formålet, at fange en eller to angreb på både video og EEG på samme tid (nogle specialister bruge forskellige metoder til at fremprovokere anfald). En konventionel EEG kan ikke være særligt nyttigt på grund af et højt antal falsk positiver for abnorme fund i den almindelige befolkning, men også af abnorme fund hos patienter med visse psykiske lidelser, der ligner PNES. Yderligere diagnosecriteria betragtes generelt ved diagnosticering under langvarig video-EEG-overvågning, fordi frontallapepilepsi med EEG ikke kan registres.
I anledning af de mest tonisk-kloniske eller komplekse partielle anfald, øger blodniveauet af serum-prolaktin. Dette kan påvises ved et laboratoriumanalyse, hvis en prøve er taget i den rigtige tidsramme. Som resultat af det store antal "falske positiver" og variabiliteten af resultaterne af denne test, bliver der mindre hyppigt stolet på dem.

### Terminologi
I benævnelsen på sygdommen betyder "pseudo-" falsk eller uægte. Det henviser til at der ikke er tale om ægte epilepsi, selv om det ligner. Betegnelsen betyder ikke at symptomerne ikke er ægte, men blot at de ikke skyldes epilepsi. Der er relativt stor enighed om at patienten ikke fremkalder tilstanden med vilje. Der er altså ikke tale om simulation.
Lidelsen bliver også kaldt non-epileptiske anfald, ikke-epileptisk anfaldslidelse, dissociative krampeanfald, stressrelaterede anfald, funktionelle non-epileptiske anfald, uspecificerede krampeanfald, psykogene non-epileptiske anfald eller psykogen pseudo-epileptiske angreb. I DSM-IV bliver de anfald klassificeret som en somatoform lidelse, mens der i ICD-10 , udtrykket dissociative konvulsioner angives som en konverteringsforstyrrelse.

### Karakteristiske fænomener
Selvom nogle fænomener er en stærk indikation af PNES er de absolut ingen bevis for det, og bør blive set i en bredere klinisk billede. Der er to særlige karakteristika:
- patienten har anfald, hvor en bevægelsesuro konstateres, som rykvise bevægelser, og udråb af lyde (afreaktion).[4]
- patienten har anfald hvor intet andet konstateres end at bevidsthed er tabt (swooning).[4][10]

o
Fænomener som er fælles for PNES men er meget mindre udbredt i epilepsi omfatter blandt andet at bide i spidsen af tungen, at anfald varer mere end 2 minutter (den nemmest faktor at adskille), epileptiske anfald som gradvist bliver stærkere, ændringer i lidelsens forløb i vekslende alvorlighed, lukkede øjne under et anfald, og frem og tilbage bevægelse af hovedet. Egenskaber der er sjældne i PNES omfatter automatismer (automatisk komplekse bevægelser under anfald), at bide alvorlig i tungen, at bide i indersiden af munden, og inkontinens.
Hvis en patient, hos hvem der er en mistanke om PNES, under en klinisk undersøgelse får et anfald, kan der være en række signaler, der kan bekræfte eller afvise diagnosen PNES. I modsætning til epileptiske patienter, har patienter med PNES en tendens til at modarbejde den tvungne åbning af deres øjne (hvis de under et anfald er lukkede). De vil være i stand til at undgå at deres hånd vil falde i deres ansigt, når man lader hånden falde på hovedet. Deres øjne vil de rette på en måde der indikerer at der ikke er nogen neurologisk fejlfunktion. Sådanne undersøgelser er ikke afgørende, det er heller ikke umuligt for en bestemt patient med en simuleret lidelse på overbevisende måde kan simulere et anfald.

## Risikofaktorer
De fleste PNES patienter (75%) er kvinder, hos hvem der typisk konstateres de første symptomer mellem de sene teenageår og tidlige tyvere.
I en undersøgelse af 23 patienter viste det at der har været en højere frekvens af børnemishandling, især hos personer med motorisk manifestation. Disse resultater har ført til forslaget om, at PNES er et udtryk for fortrængte psykiske skader som kan være en reaktion på et psykisk traume, såsom misbrug af børn. Børnemishandlingsteorien er dog ikke alment accepteret, og i flere undersøgelser af andre demografiske faktorer viste der ikke øget hyppighed af rapporteret misbrug af børn hos PNES-patienter end i sammenlignelige patientgrupper med organisk sygdom (som regel epilepsi).
En række undersøgelser har også vist en høj forekomst af abnorme personlighedstræk eller personlighedsforstyrrelser hos patienter med PNES, såsom borderline personlighedsforstyrrelse. Når der anvendes en egnet kontrolgruppe, vises det at en sådan karakteristik ikke altid er mere almindelige hos PNES end i lignende lidelser som er forårsaget af en organisk sygdom (såsom epilepsi).

## Psykologisk tilgang til diagnosticering af PNES
Der er ingen standard behandling for patienter med PNES. Hver patient har behov for en personlig tilgang. Udredning og behandling sker tværfagligt. Der opfordres patienter til at føre en anfaldsdagbog. Der findes en række anbefalede trin for at forklare patienter diagnosen, på en enkel og taktfuld måde. Hvis en diagnose meddeles på en negativ måde, kan dette være frustrerende for patienten og få patienten til at afvise yderligere behandling.
Det er vigtigt at patienten tydeligt forklares hvad PNES er, og hvad  konsekvenserne af den diagnose er for både patienten og hans pårørende. Ti punkter der kan overvejes er:
1. årsagerne til den konklusion, at patienten ikke har epilepsi
2. hvad patienten har i stedet for (beskriv dissociation)[1]
3. at patienten ikke er mistænkt for at "simulere" anfald
4. at patienten ikke er "skør", og understreg det
5. at de "spændinger" der forårsager anfald ikke umiddelbart er tydelige
6. relevansen af ætiologiske faktorer i patientens tilfælde
7. hvad de vedvarende faktorer er
8. at patienten efter en korrekt diagnose kan få det bedre
9. at det er nødvendigt at trappe langsomt ned i anti-epileptisk medicin
Anti-epileptiske lægemidler hjælper ikke ved PNES
10. hvilke psykologiske behandling der er bedst for patienten

"Udredning og behandling af PNES er" ifølge Lena Glatved "en tværfaglig opgave med inddragelse af neurologisk, psykologisk, psykiatrisk og sygeplejemæssig faglig ekspertise." Psykoterapi er den mest udbredte behandling som kan omfatte kognitiv adfærdsterapi, indsigt-orienteret terapi, og/eller gruppearbejde.

## Prognose
Selv om der er begrænset dokumentation for, synes resultaterne relativt negativ. En oversigt med resultater fra nogle undersøgelser viser, at to tredjedele af patienter med PNES fortsat oplever anfald. Efter en opfølgningsundersøgelse, tre år senere, viste det at mere end halvdelen stadig er afhængige af sociale bistand. Disse resultater blev opnået fra data, der var baseret på en akademisk epilepsicentrum, hvor patienter var blevet henvist til. Ved opfølgningsundersøgelse var et betydeligt antal patienter faldet af. Forfatterne peger på at dette kan have haft indflydelse på resultatet.
Resultaterne viste at være bedre hos patienter med en højere IQ, social status, højere uddannelsesniveau, konstatering i en yngre alder samt diagnosen, anfald med mindre dramatiske elementer, og færre yderligere somatoforme klager.

## Historie
Hystero-epilepsi er et historisk begreb, der refererer til en tilstand beskrevet af det 19-århundredes franske neurolog Jean-Martin Charcot, hvor patienter med en neurose udviste symptomer der stærkt mindede om epileptiske anfald. Dette blev tilskrevet på grund af behandlingen af disse patienter på den samme afdeling som dem der virkelig havde epilepsi.

## Forskning
Blandt mulige neurobiologiske årsager har man påvist at patienter med PNES har lavere niveau af det stressbeskyttende hormon neuropeptid Y (NPY) i blodet.

## Literatuur
- Mai Bjørnskov Mikkelsen, cand.psych., Ph.D. stud. ved Aarhus Universitet. Hvad er funktionelle anfald? En folder til patienter og pårørende og Hvad er Funktionelle Anfald?
- PNES - Psykogene ikke-epileptiske anfald (Webside ikke længere tilgængelig)
- Ahmad, S; Beckett, MW (marts 2004). "Value of serum prolactin in the management of syncope". Emergency medicine journal : EMJ. 21 (2): e3. doi:10.1136/emj.2003.008870. PMC 1726305. PMID 14988379. (engelsk)
- Betts, T (2008). "Conversion Disorders".  I Engel, Jerome; Pedley, Timothy A.; Aicardi, Jean (red.). Epilepsy: A Comprehensive Textbook. Lippincott Williams & Wilkins. ISBN 978-0-7817-5777-5. (engelsk)
- Myers, Lorna - Psychogenic Non-Epileptic Seizures (PNES): A Guide - ISBN 978-1492881414 (engelsk)

## Externe henvisninger
- Lena Glatved (11. december 2017), "PNES – en svær og ukendt lidelse", Fag & Forskning, web article, København: Dansk Sygeplejerråd, arkiveret fra originalen 17. maj 2018, hentet 17. maj 2018
- Kirsten Juul (2008), ""PNES" - hvad er nu det?" (PDF), Nyt om Epilepsi (1 udgave), socialstyrelsen.dk, arkiveret fra originalen (PDF) 19. maj 2018, hentet 18. maj 2018
- Særligt om Psykogene ikke-epileptiske anfald (PNES) Arkiveret 18. maj 2018 hos  Wayback Machine på rigshospitalet.dk
- artikel om "funktionelle anfald" på Aaurhus Universitets hjemmeside
- artikel om "non-epileptic seizures" af Epilepsy Foundation (engelsk)
- artikel om Epilepsy.com "non-epileptic seizures" (engelsk)
- artikel om "Non-epileptic attack disorder" af National Society for Epilepsy – en teknisk artikel rettet mod sundhedsfaglige medarbejdere. (engelsk)
- "Psychogenic Nonepileptic Seizures" på medscape.com (engelsk)